# Pseudogekko smaragdinus
Pseudogekko smaragdinus — вид геконоподібних ящірок родини геконових (Gekkonidae). Ендемік Філіппін.

## Поширення і екологія
Pseudogekko smaragdinus мешкають на острові Полілло, а також на півострові Бікол на південному заході острова Лусон, зокрема в заповіднику Бікол. Вони живуть у вологих рівнинних тропічних лісах.